# Aufsteigender Fuchsschwanz
Der Aufsteigende Fuchsschwanz (Amaranthus blitum) ist eine Pflanzenart aus der Gattung Amarant (Amaranthus) innerhalb der Familie der Fuchsschwanzgewächse (Amaranthaceae). Die Blätter werden als Gemüse gegessen.

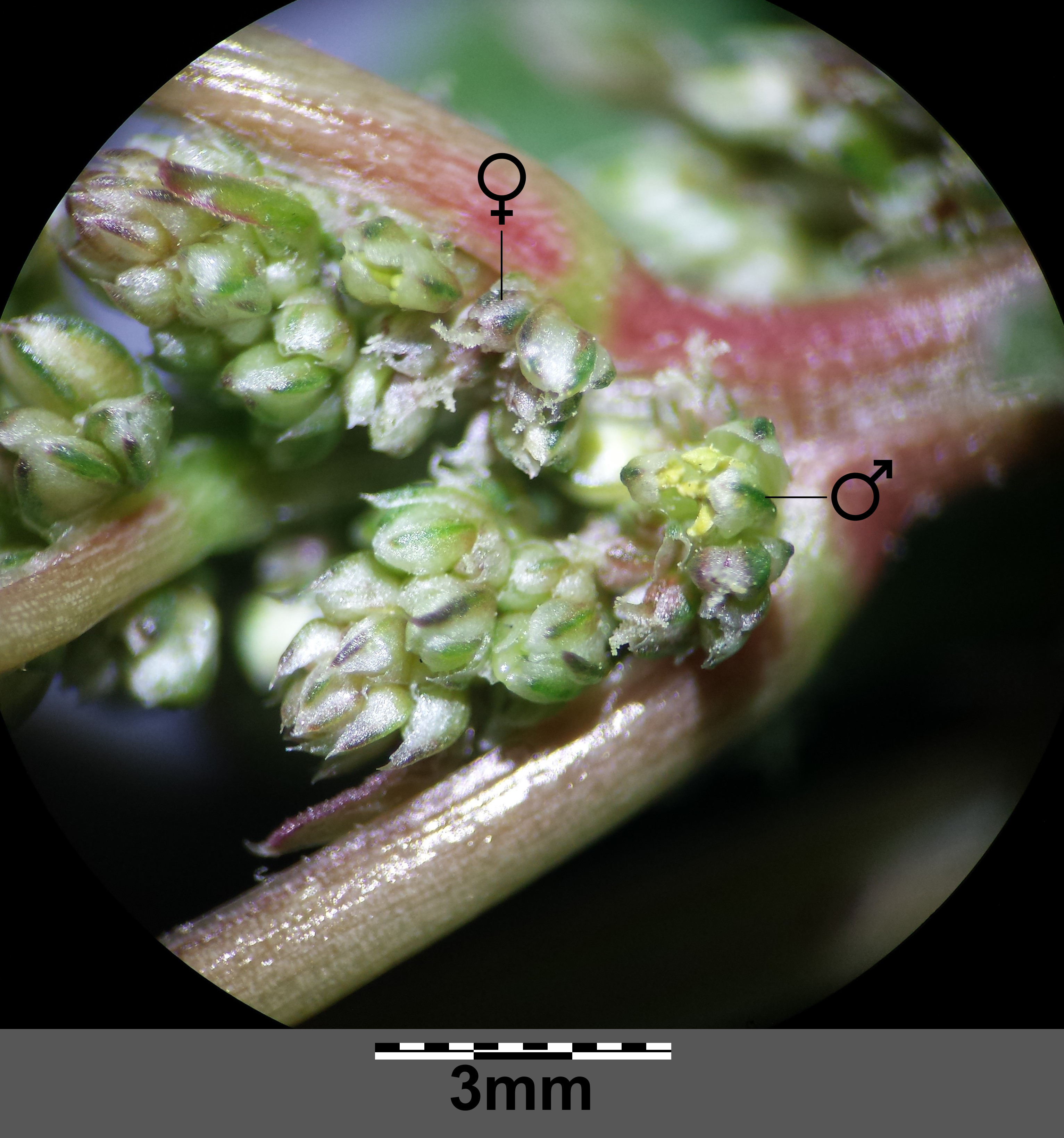
Blütenstand (Ausschnitt) mit weiblichen und männlichen Blüten

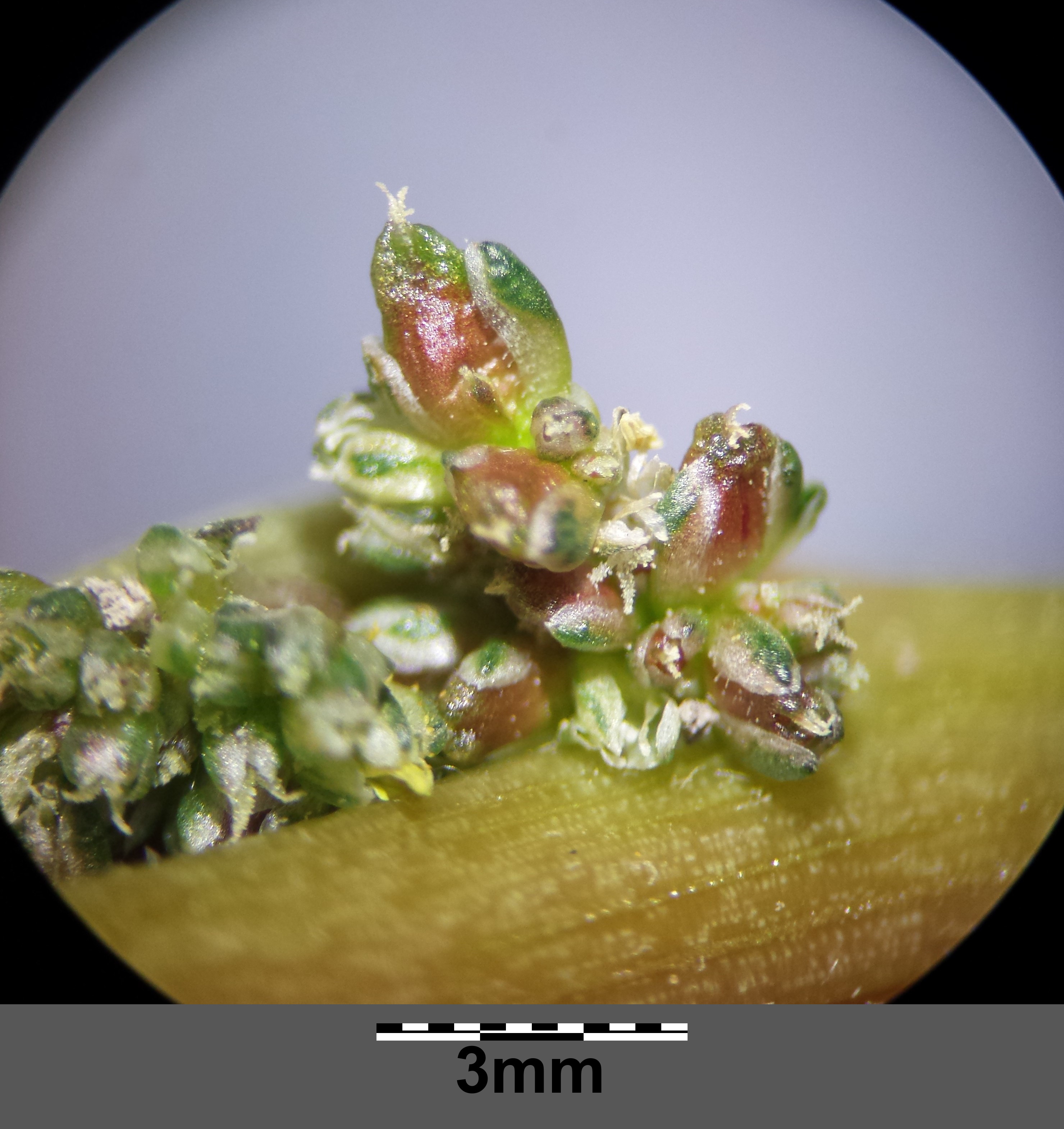
Fruchtstand

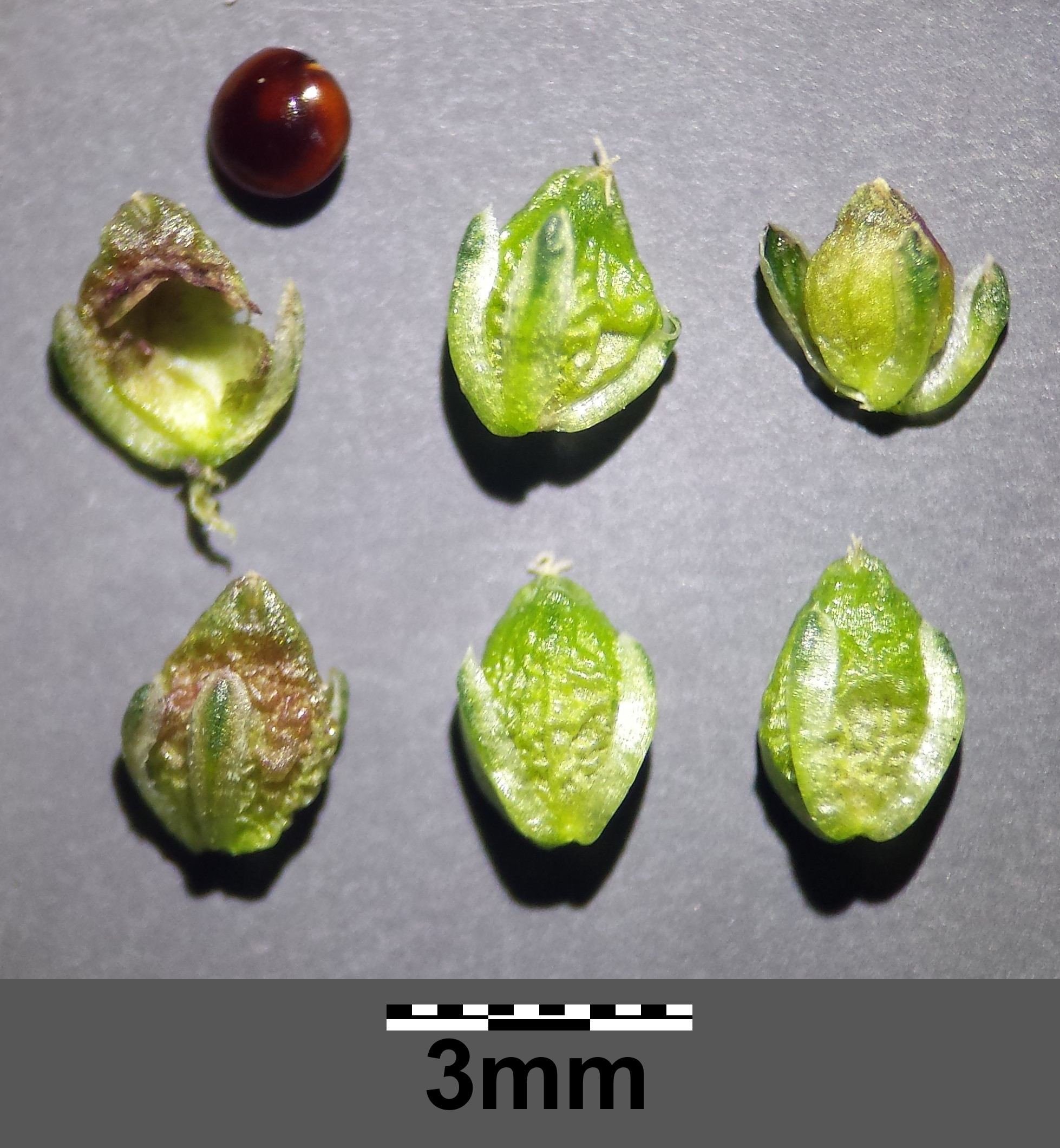
Früchte mit Same

## Beschreibung

### Vegetative Merkmale
Der Aufsteigende Fuchsschwanz ist eine einjährige krautige Pflanze  mit Wuchshöhen von bis zu 100 cm. Der gestauchte bis gestreckte, einfache oder verzweigte Stängel ist kahl. Die wechselständig und spiralig angeordneten Laubblätter sind 1 bis 10 cm lang gestielt. Die einfache und grüne bis leicht purpurfarbene Blattspreite ist bei einer Länge von 1 bis 10 cm sowie einer Breite von 0,5 bis 6 cm kantig eiförmig und besitzt verzweigte Blattadern. Es sind keine Nebenblätter vorhanden.

### Generative Merkmale
Der Aufsteigende Fuchsschwanz ist einhäusig getrenntgeschlechtig (monözisch). Die eingeschlechtigen Blüten stehen zu gemischten knäueligen Blütenständen zusammengedrängt in den Blattachseln. Die drei, selten fünf Blütenhüllblätter sind nur etwa 1,5 mm lang. Männliche Blüten tragen drei Staubblätter. Weibliche Blüten besitzen einen oberständigen Fruchtknoten mit nur einer Samenanlage und zwei bis drei Narben.
Die bei einem Durchmesser von etwa 2 mm rundlichen bis elliptischen Kapselfrüchte reißen bei Reife zur Entlassung des einzelnen Samens unregelmäßig auf.
Die Chromosomenzahl beträgt 2n = 34.

## Verbreitung und Nutzung
Der Aufsteigende Fuchsschwanz besitzt eine kosmopolitische Verbreitung über die tropischen und gemäßigten Zonen der Welt. Das Ursprungsgebiet der Art wird im Mittelmeerraum vermutet.
Als Nutzpflanze wird er hauptsächlich in Ost- und Zentralafrika angebaut, der Ursprung der Domestikation wird in Indien vermutet. Die Samen werden wie die einiger anderer Arten der Gattung Amarant wie Getreide verwendet. Die Blätter dienen frisch oder getrocknet als Gemüse.

## Geschichtliches
Der Aufsteigende Fuchsschwanz ist eine alte Kulturpflanze, die schon in den Pfahlbauten nachgewiesen wurde und somit ein Kulturrelikt und ein Archäophyt darstellt. Die im Mittelmeerraum beheimatete Pflanze ist heute weltweit verschleppt. Von Theophrastos von Eresos wird ein angebautes Gemüse „bliton“ oder „blitum“ genannt. Im „Capitulare de villis“ Karls des Großen heißt die Pflanze „blidas“.
Wegen aufwendiger Ernte und geringer Qualität wurde sie im deutschsprachigen Raum schon im 16. Jahrhundert vom Spinat verdrängt. Der Aufsteigende Fuchsschwanz wurde früher auch Hundsmelde genannt.

## Systematik

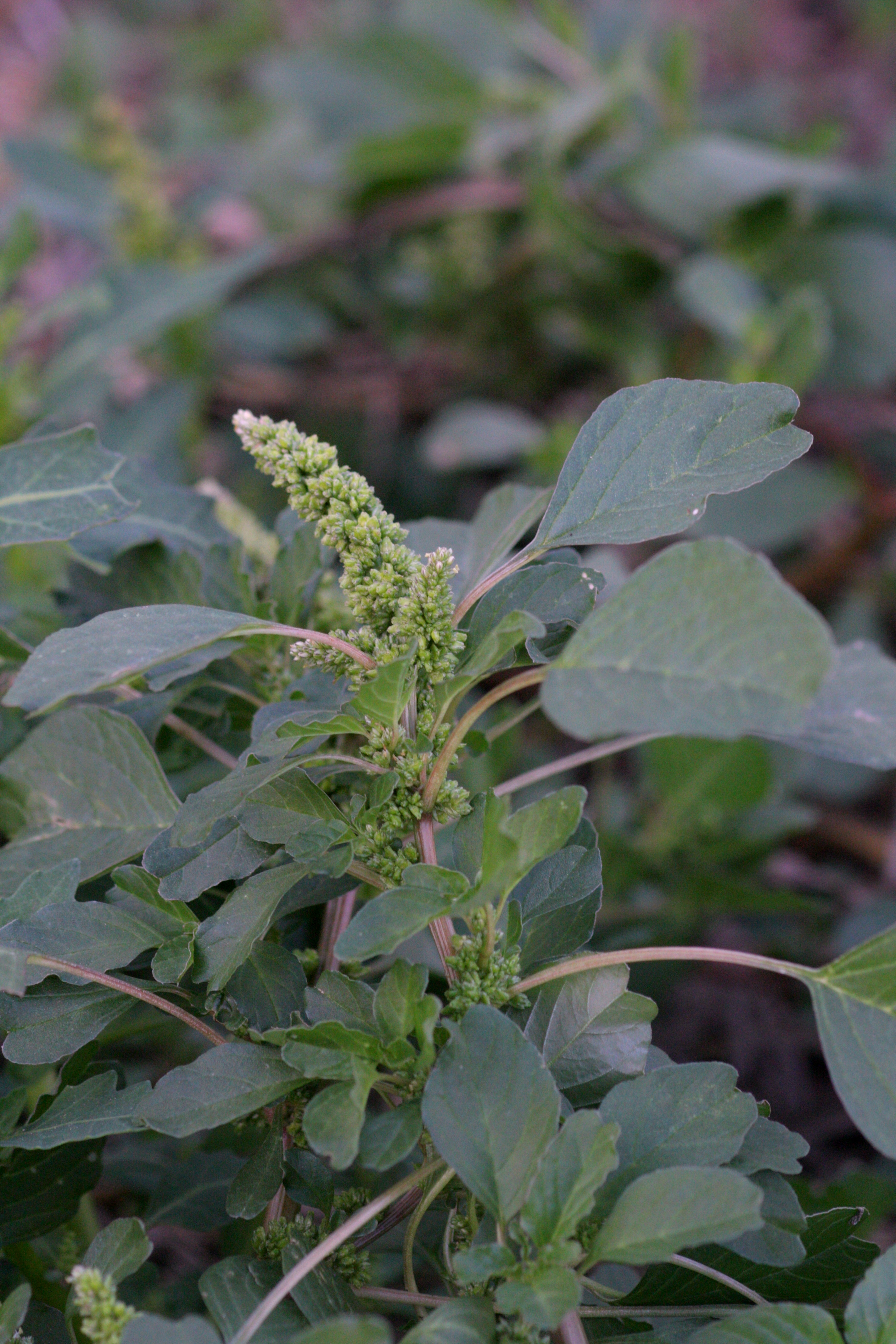
Amaranthus blitum subsp. oleraceus

Die Erstveröffentlichung von Amaranthus blitum erfolge 1753 durch Carl von Linné in Species Plantarum, 2, S. 990. Synonyme für Amaranthus blitum L. sind: Amaranthus ascendens Loisel., Amaranthus blitum var. polygonoides Moq., Amaranthus lividus L., Amaranthus lividus subsp. polygonoides (Moq.) Probst, Amaranthus lividus var. ascendens (Loisel.) Hayw. & Druce, Amaranthus lividus var. ascendens Thell., Amaranthus lividus var. polygonoides (Moq.) Thell., Euxolus ascendens (Loisel.) H.Hara, Euxolus viridis var. ascendens (Loisel.) Moq. 
Amaranthus blitum gehört zur Untergattung Albersia aus der Gattung Amaranthus.
Verschiedene Unterarten und kultivierte Varietäten sind bekannt, die sich in der Stängelmorphologie, Blütenblattform und Blattfärbung unterscheiden. In Europa kommen vor:
- Amaranthus blitum subsp. emarginatus (Moq. ex Uline & Bray) Carretero et al. (Syn.: Amaranthus emarginatus Moq. ex Uline & Bray) – Stängel flachgestreckt bis aufsteigend, dünn, weinfarben bis tiefpurpurn, kaum geriffelt; Blütenblätter breit spatelförmig, stumpf.[8]
- Amaranthus blitum subsp. oleraceus (L.) Costea – Stängel aufsteigend bis aufrecht, kräftig und oft hohl, gefurcht, blass bis weißlich; Blätter blassgrün mit weißlicher Aderung. Diese Varietät wird in China, Indien usw. als Gemüse kultiviert.
- Amaranthus blitum L. subsp. blitum – Stängel flachgestreckt bis aufsteigender, dünn, weinfarben bis tiefpurpurn, kaum geriffelt; Blätter grün bis rötlich; Blütenblätter dünn spatelförmig, oft spitz.
- Amaranthus blitum subsp. blitum var. lividus – Stängel aufrecht, kräftig und oft hohl, gefurcht; ganze Pflanze dunkelrötlich, purpurn bis fast schwarz, Blätter grün oder purpurn mit purpurner Aderung.

Es gibt auch:
- Amaranthus blitum subsp. emarginatus var. pseudogracilis (Thell.) Costea

## Trivialnamen
Weitere zum Teil auch nur regional gebräuchliche Bezeichnungen für den Aufsteigenden Fuchsschwanz sind oder waren: Blutkraut (Schlesien), Blutmayer (Schlesien), Erdbeerspinat (Bern), Flöhkraut (Berner Oberland), Maier, Rautrich (Sommerfeld), Rotbuckeln (Zürich), Stur (Ostpreußen) und Tausendschön.